# Антарктика-Чилена (провинция)
Антарктика-Чилена  (исп. Provincia de la Antártica Chilena) — провинция в Чили в составе области Магальянес-и-ла-Антарктика-Чилена.
Включает в себя 2 коммуны.
Территория — 1 265 657 км². Население — 2201 человек (2017). Плотность населения — 0 чел./км². При очень маленькой численности населения провинции величиной в 2201 человек,  площадь составляет более 1,26 миллионов квадратных километров.
Административный центр — Пуэрто-Уильямс.

## География
Провинция граничит:
- на севере — провинция Тьерра-дель-Фуэго
- на востоке — Атлантический океан
- на юге — Пролив Дрейка
- на западе — Тихий океан

В составе провинции находится остров Гордон — 22-й по площади остров страны.

## Административное деление
Провинция включает в себя 2 коммуны:
- Кабо-де-Орнос, административный центр — Пуэрто-Уильямс;
- Антарктика (Чили), административный центр — Вилла-Лас-Эстреллас. Территориальные претензии на территории, расположенные южнее 60° южной широты, не признаются мировым сообществом.